# Groupement des producteurs de gelée royale
Le Groupement des producteurs de gelée royale, abrégé en GPGR, est une association loi de 1901 créée en 1995, qui regroupe des apiculteurs français producteurs de gelée royale.
Le GPGR a pour vocation de promouvoir la gelée royale produite en France, d'étudier et d'améliorer ses conditions de production notamment en favorisant l’installation de jeunes apiculteurs grâce à un atelier de production de gelée royale.

## La production de gelée royale
La gelée royale, considérée comme le « lait des jeunes abeilles », est sécrétée par les abeilles nourrices à partir de leur alimentation dans la ruche. Elle est la nourriture de toutes les abeilles à l'état larvaire et de la reine tout au long de sa vie. Cette alimentation hors du commun permet une croissance exceptionnelle des larves et à la reine de pondre plus de mille œufs par jour au printemps. L'apiculteur producteur de gelée royale dispose d'un savoir-faire technique spécifique à cette production qui réclame une grande régularité et représente une importante charge de travail. La gelée royale étant présente naturellement dans la ruche dans les cellules royales, l'apiculteur simule un élevage de reine afin de récupérer la précieuse substance que les abeilles auront produite en conséquence.

## Contexte historique
Dans les années 1950, un groupe de travail français (dont Rémy Chauvin alors directeur de recherches à l'Institut National de Recherche Agronomique au laboratoire de recherches apicoles de Bures-sur-Yvette) s’intéresse aux effets de la gelée royale sur la santé humaine. Des résultats positifs en ressortent, des produits à base de gelée royale sont lancés sur le marché. La forte demande qui en découle incite de nombreux apiculteurs à se former et à développer cette production. Ce marché sera relativement prospère dans les années 1960 à 1970. Cependant, l'arrivée massive de la gelée royale d'importation à faible prix dans les années 1980 (d’origine taïwanaise et chinoise) a fait quasiment disparaître cette production en France.
C'est dans ce contexte qu’en 1995 cinq apiculteurs français ont créé le Groupement des Producteurs de Gelée Royale, association de loi de 1901.
En 2014, l’association regroupe une centaine d’apiculteurs professionnels producteurs.

## Les missions
Le GPGR a pour vocation :
- d'améliorer les conditions de production et de conditionnement de la gelée royale produite en France par ses adhérents ;
- de défendre et promouvoir cette gelée royale ;
- de favoriser l'installation de jeunes apiculteurs par des actions de formation et d’échanges techniques.

## Les actions du GPGR
Le GPGR s'est depuis le début spécialisé dans une démarche de qualité pour se démarquer de la concurrence. Grâce à un travail en collaboration avec l'Agence sanitaire des aliments (AFSSA) et la Direction générale de la Consommation, la Concurrence et de la répression des fraudes (DGCCRF), il est possible d'identifier de manière analytique l'origine de la gelée royale à l'aide d'un référentiel pollinique.
Cependant l'origine n'étant pas le seul critère de qualité, les groupes de travail au sein de l'association ont permis de créer une charte de qualité encadrant les techniques de production, de conditionnement et de conservation. Elle vise à encadrer chaque étape, de la production au conditionnement, et à garantir la traçabilité de la production à la commercialisation. Les apiculteurs sont contrôlés en interne par l'association dont l’intégralité de la démarche est elle-même contrôlée par un organisme indépendant.
Les points essentiels de la charte de qualité :
- Le contrôle des intrants au rucher et au laboratoire pour éviter tout risque de résidus dans la gelée royale (absence d'antibiotiques et de produits phytosanitaires, hygiène des locaux et du matériel) ;
- Apport uniquement en miel et pollen si besoin en période de production ;
- Le contrôle des conditions de conservation du produit : pas de transformation, de congélation ou de lyophilisation ; conservation entre +2 °C et +5 °C ; imposition d'une date limite d'utilisation optimale (12 mois après conditionnement dans la limite des 18 mois après récolte).

La traçabilité de la gelée royale est garantie grâce à la tenue d'un cahier de traçabilité par chaque producteur et au suivi des lots produits et commercialisés avec un système de numérotation unique de chaque pot.
Parallèlement, les adhérents ont déposé à l'INPI un logo commun « Gelée Royale Française » permettant au public d'identifier la gelée royale produite par les apiculteurs adhérents.

## Perspectives
- Faire perdurer et développer la filière de production de gelée royale en France,
- Sensibiliser le consommateur à la qualité du produit
- Projets de recherche en partenariat avec le CNRS et l’INRA pour une meilleure connaissance du produit[5]
- Participation à un groupe de travail pour la définition d’une norme au niveau international (ISO)[6]

## Sources
Émission Télé Matin rubrique consommation, France 2, diffusé le mardi 6 août 2013 vidéo